# Meridian (tradicionalna kitajska medicina)
Meridiani so po verovanju v tradicionalni kitajski medicini »energijski« kanali, ki povezujejo »energijske« točke, bolj znane kot akupunkturne točke, po katerih se pretaka življenjska energija – či. »Energijske« točke, ki bi jih naj bilo več kot 2.000, naj bi bili drobceni zbiralniki elektromagnetnih ter subtilnejših energij, meridiani pa so kanali, po katerih se pretaka ta »energija« (pri čemer ni konkretnih dokazov za obstoj teh energij ali posebnih kanalov in točk zanje). Tok v meridianih naj bi se vseskozi spreminjal, nanj pa TKM poskuša vplivati z iglami in fizičnim pritiskom, da sprosti ali pa porazdeli zajezeno »energijo«, katere neravnovesje je po tradicionalni kitajski medicini vzrok za bolezni.